# Clara Dupont-Monod
Pour les articles homonymes, voir Dupont et Monod.
Clara Dupont-Monod, née le 7 octobre 1973 à Paris, est une écrivaine et une journaliste française.

## Biographie

### Famille et études
Issue d’une grande famille protestante du pays de Gex qui, sous Louis XV, préfère l’exil à l’abjuration avant de revenir s’installer en France à la Révolution, Clara Dupont-Monod fait partie des 1 200 descendants de Jean Monod (1765-1836) : une famille dont de nombreux membres ont acquis une certaine notoriété dans des domaines aussi divers que la médecine, les arts, l’université, la banque ou la religion.
Théodore Monod et Maximilien Vox (né Samuel William Théodore Monod) sont ses grands-oncles, Jérôme Monod, Jean-Luc Godard et Jean-Noël Jeanneney des cousins éloignés.
Après des études littéraires, elle obtient une maîtrise d'ancien français à l'université Paris-Nanterre.

### Journalisme
Elle commence sa carrière de journaliste au magazine Cosmopolitan puis entre à l'âge de 24 ans en tant que grand reporter à Marianne. En 2007, elle devient rédactrice en chef des pages culture de Marianne. Parallèlement, elle intervient régulièrement à la radio dans l'émission On refait le monde diffusée sur RTL et présentée par Nicolas Poincaré.
Le 31 août 2009, elle fait son entrée dans l'équipe de La Matinale, sur Canal+. À la rentrée 2011, elle fait partie des chroniqueurs de l'émission de radio Les Affranchis sur France Inter. À la rentrée 2012, elle présente l'émission littéraire Clara et les chics livres, le samedi sur France Inter, accompagnée de deux chroniqueurs. Durant l'année 2013-2014, elle mène l'interview politique de 7 h 50 de la matinale de France Inter présentée par Patrick Cohen, en remplacement de Pascale Clark. Elle est à son tour remplacée à la rentrée 2014 par Léa Salamé.
Elle anime, depuis septembre 2014, une chronique littéraire dans l'émission d'actualité Si tu écoutes, j'annule tout, sur France Inter, renommée Par Jupiter ! à partir de septembre 2017 puis encore renommée C'est encore nous ! à partir de septembre 2022. A la rentrée 2023, elle continue avec l'équipe de Charline Vanhoenacker pour l'émission dominicale Le grand dimanche soir avant de quitter l'émission en octobre 2023 à la suite de la polémique née de la blague de Guillaume Meurice sur Benyamin Netanyahou lors du sketch sur Halloween, arguant ne pas être « à l’aise d’être en studio avec [son collègue], ne sachant pas ce [qu'il allait] dire ».
Durant l'été 2015, elle anime l'émission L'amuse-bouche sur France Inter du lundi au vendredi à 18 h 15.
À la rentrée 2021, France Inter lui confie le créneau horaire de 17-18 h du dimanche, avec une émission disséquant des œuvres littéraires nommée Livre et châtiment.

### Écriture
Elle publie son premier texte, Eova Luciole, en 1998. La Folie du roi Marc met en scène le mari oublié d'Yseut, dans le mythe de Tristan et Yseut. Histoire d'une prostituée raconte le quotidien et la psyché d'une prostituée, que l'écrivaine a rencontrée et suivie pendant un an. Son quatrième roman, La Passion selon Juette, décrit le combat d'une femme du XIIe siècle qui refuse les diktats d'un monde où les femmes n'ont pas leur mot à dire face à une Église toute-puissante, s'appuyant sur la biographie de Ivette de Huy rédigée en latin médiéval par son ami, le religieux Hugues de Floreffe. Ce roman obtient le prix Laurent-Bonelli Virgin-Lire qui est décerné pour la première fois. Il est retenu dans la liste du Femina et reste jusqu'à la dernière liste du prix Goncourt 2007. En 2011, elle publie Nestor rend les armes, un texte sur un homme obèse. Ce roman est retenu sur la première liste du prix Fémina 2011.
Elle reçoit le 4 décembre 2014 le prix du magazine Point de vue, pour son livre sur Aliénor d'Aquitaine, Le roi disait que j'étais diable.
Son roman, La Révolte, fait partie des quinze romans sélectionnés pour le prix Goncourt 2018 et de la première sélection pour le prix Femina.
En 2021, son roman S'adapter, qui raconte l'arrivée d'un enfant handicapé dans une famille, est sélectionné pour le prix Goncourt. Il est récompensé du prix Femina. Un mois plus tard, le roman reçoit également le prix Goncourt des lycéens.

### Télévision
En 2015, elle participe à l'émission Secrets d'Histoire consacrée à Aliénor d'Aquitaine, intitulée Aliénor d'Aquitaine, une rebelle au Moyen Âge, diffusée le 11 août 2015 sur France 2.

### Édition
En 2006, Clara Dupont-Monod est éditrice chez Denoël, où elle publie Le Premier Sexe d'Éric Zemmour. Éric Zemmour indique que l'ouvrage est né d'une « idée » de Clara Dupont-Monod.
Le 26 juillet 2019, elle est nommée directrice littéraire chargée de la non-fiction aux éditions Jean-Claude Lattès, où elle prend ses fonctions en septembre 2019.

## Œuvres

### Romans
- Eova Luciole, Paris, Grasset, 1998  (ISBN 2246563615)
- La Folie du roi Marc, Paris, Grasset, 2000  (ISBN 2246593115)
- Histoire d'une prostituée, Paris, Grasset, 2003  (ISBN 2246646219)
- La Passion selon Juette, Paris, Grasset, 2007  (ISBN 9782246615712)
- Nestor rend les armes, Paris, Sabine Wespieser éditeur, 2011  (ISBN 9782848051000)
- Le Roi disait que j’étais diable, Paris, Grasset & Fasquelle, 2014  (ISBN 978-2-246-85385-5)
- La Révolte, Paris, Stock, 2018  (ISBN 978-2234085060)
- S'adapter, Paris, Stock, 2021  (ISBN 978-2-234-08954-9) prix Femina 2021[20] ; prix Landerneau 2021 ; prix Goncourt des lycéens 2021

### Récit
- Bains de nuit, par Cathy Guetta avec la collaboration de Clara Dupont-Monod, Paris, Fayard, 2008

### Scénario
- Sans état d'âme, coscénariste avec Candice Hugo et Marc Quentin, TF1, 2008

## Distinctions

### Prix
- 2015 : Prix Ouest pour Le roi disait que j'étais diable
- 2021 : 
  - Prix Femina pour S’adapter[21]
  - Prix Landerneau pour S’adapter
  - Prix Goncourt des lycéens pour S’adapter[22]
- 2022 : 
  - Cabri d'or[23]

### Décoration
- Chevalière de l'ordre national du Mérite (2022)[24]